# Jorge Cubero
Jorge Cubero Gálvez, nascido a 6 de novembro de 1992 em Baena (província de Córdoba), é um ciclista espanhol. Destacou como amador ganhando uma etapa da Volta a Galiza em 2015. Estreiou como profissional com a equipa Burgos-BH em 2016.

## Palmarés
- Ainda não tem conseguido nenhuma vitória como profissional

## Resultados nas Grandes Voltas
| Carreira        | 2016 | 2017 | 2018 | 2019 |
| --------------- | ---- | ---- | ---- | ---- |
| Giro d'Italia   | -    | -    | -    | -    |
| Tour de France  | -    | -    | -    | -    |
| Volta a Espanha | -    | -    | 89º  | -    |

-: não participa
Ab.: abandono

## Equipas
- Burgos-BH (2016-2019)